# Triaspis nanchaensis
Triaspis nanchaensis är en stekelart som beskrevs av Ma, Yang och Yao 2002. Triaspis nanchaensis ingår i släktet Triaspis och familjen bracksteklar. Inga underarter finns listade i Catalogue of Life.